# Cosăuți
Cosăuți è un comune della Moldavia situato nel distretto di Soroca di 3.468 abitanti al censimento del 2004.

## Località
Il comune è formato dall'insieme delle seguenti località (popolazione 2004):
- Cosăuți (2.729 abitanti)
- Iorjnița (739 abitanti)